# Engelbert van Schoonvorst
Engelbert van Schoonvorst, ook wel von Schönforst of von Schönau (ca. 1350 - ca. 1400), was een 14e-eeuws geestelijke uit het adellijke geslacht Van Schoonvorst. Hij was onder andere proost van het Sint-Servaaskapittel in Maastricht. In die hoedanigheid was hij tevens heer van de Elf banken van Sint-Servaas, Tweebergen en Mechelen-aan-de-Maas. Na zijn terugtreden als proost werd hij heer van Arken en Hartelstein.

## Biografische schets

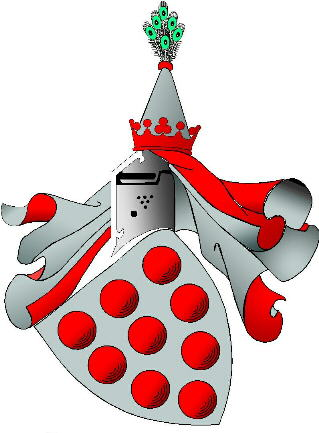
Wapenschild Van Schoonvorst

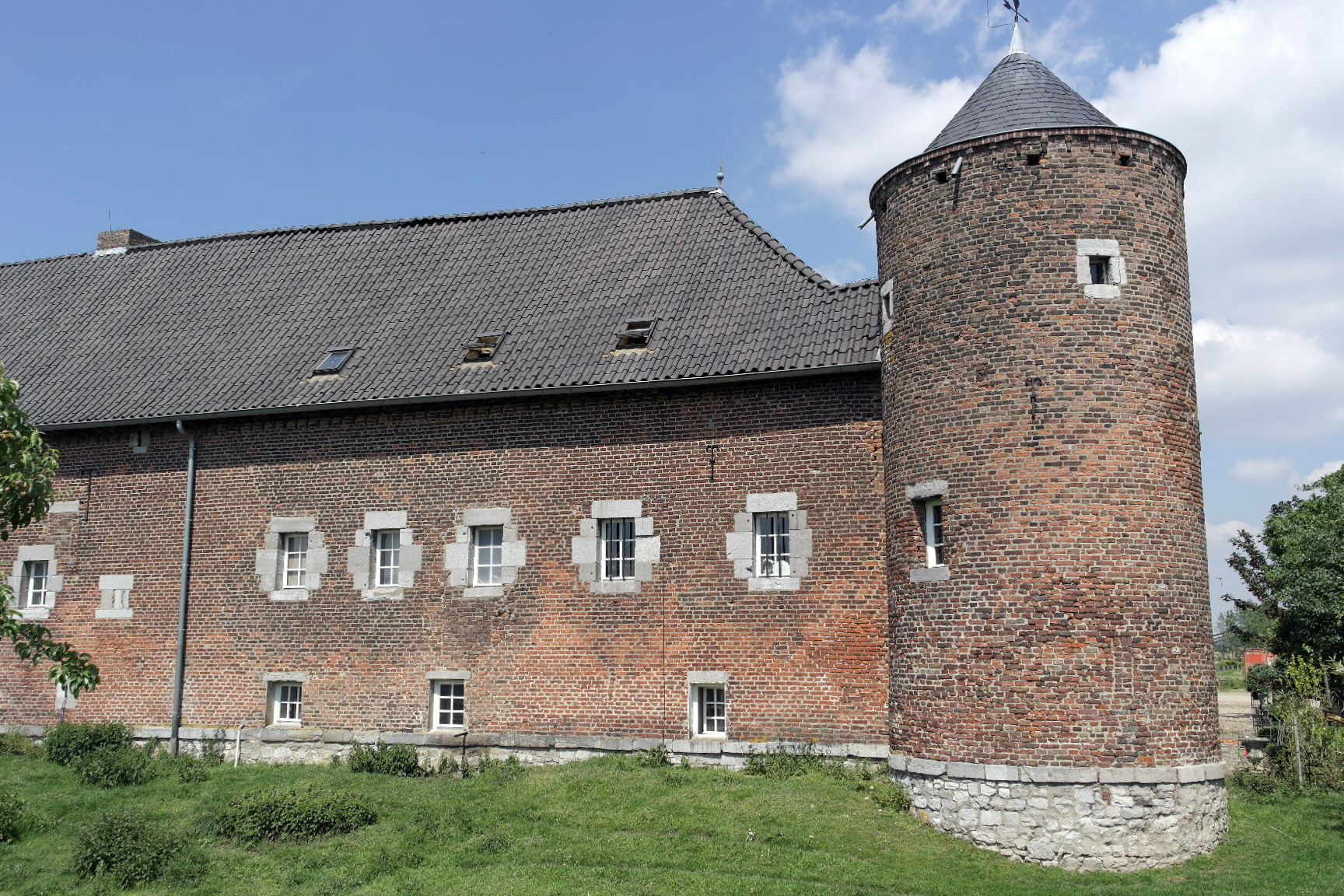
Kasteelhoeve Hartelstein bij Itteren

Engelbert van Schoonvorst werd waarschijnlijk tussen 1345 en 1350 geboren als vierde zoon van Reinoud I van Schoonvorst (aanvankelijk von Schönau geheten) en Catharina van Wildenburg. Voor hun jongste zoon kozen de ouders een geestelijke loopbaan. In 1363 werden hij en zijn oudere broer Jan van Schoonvorst door hertog Willem II van Gulik geholpen aan de positie van (niet-residerende) seculiere kanunniken aan het kapittel van de Sint-Lambertuskathedraal in Luik. Beide broers waren toen nog kinderen en aan hun kanunnikaat was vooralsnog geen prebende verbonden. In het geval van Engelbert moest de proost van de Onze-Lieve-Vrouwekerk in Maastricht, Remboldus van Vlodrop, in opdracht van de paus zijn invloed in Luik aanwenden om de jonge kanunnik zo spoedig mogelijk aan een prebende te helpen. Dat lukte pas in 1370. Engelbert studeerde, evenals zijn broer, in de jaren 1360 vrije kunsten aan de Universiteit van Parijs. Pas vanaf 1376 staat met zekerheid vast dat hij daadwerkelijk zijn Luikse kanunnikaat uitoefende.

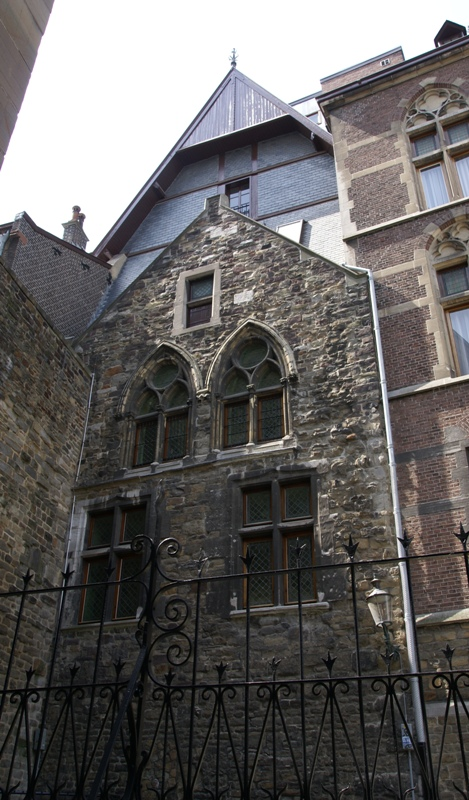
Proosdij van Sint-Servaas, Maastricht

Omstreeks 1370 trad zijn broer Jan terug als proost van het kapittel van Sint-Servaas in Maastricht, waarna Engelbert hem in deze lucratieve functie opvolgde. Deze benoemingen illustreren de goede betrekkingen tussen de Van Schoonvorsten en de Gulikse en Brabantse hertogen, die benoemingsrechten aan de Luikse en Maastrichtse kapittels bezaten. Tevens betaalde hun vader, de zeer welgestelde Reinoud van Schoonvorst, een grote som geld aan de paus. In een brief van paus Gregorius XI van 7 mei 1371 kreeg Engelbert als proost van Sint-Servaas vrijstelling om zijn studie wereldlijk recht (geen kerkelijk recht of theologie!) voort te zetten. In oktober 1372 benoemde dezelfde paus drie vooraanstaande geestelijken (de abt van de St.-Nicaiseabdij in Reims en de dekens van de Sint-Maartensbasiliek in Luik en de Sint-Gereonkerk in Keulen) als toezichthouders op de proosdij van Sint-Servaas, wellicht in verband met Engelberts afwezigheid.
Als proost was Engelbert tevens heer van Tweebergen en Mechelen-aan-de-Maas, de twee banken van Sint-Servaas die sinds 1232 aan het proostschap verbonden waren. In 1377 en 1378  was hij betrokken bij de strijd tussen de heren van Pietersheim en de stad Tongeren, waarbij onder andere het kasteel Pietersheim en de dorpen Stokkem en Lanaken werden verwoest. Enkele jaren later was hij, waarschijnlijk in opdracht van hertog Wenceslaus I van Luxemburg en hertogin Johanna van Brabant, betrokken bij de verwoesting van het klooster van Springiersbach in de Eiffel.
Het is niet zeker wanneer Engelbert terugtrad als proost van Sint-Servaas. Wellicht voelde hij zich na het overlijden van zijn vader in 1376 niet langer gebonden om de door hem uitgekozen geestelijke loopbaan te blijven vervolgen. Zijn opvolger in Maastricht was een familielid, Wijnand Maschereel van Rode, de zoon van Jan Mascherel van Rode en een kleinzoon van Elisabeth van Schoonvorst.
Engelbert van Schoonvorst trad in 1381 in het huwelijk met Agnes van Pallandt, dochter van Carsilius van Pallandt en Agnes van Bachem. Als bruidsschat ontving zij 1700 goudgulden over een periode van tien jaar en een hof in Frechen bij Keulen. Waarschijnlijk ontving Engelbert uit de erfenis van zijn vader de heerlijkheden Arken (bij Sint-Agatha-Rode, een Brabants leen) en Hartelstein (bij Itteren, een Valkenburgs leen). Verder zijn geen bezittingen of ambten van hem bekend. Deze geringe bezitsbasis veroorzaakte waarschijnlijk zijn toenemende financiële problemen. Uit 1385 is van hem een Leuvense schuldbrief bekend ter hoogte van 5000 gouden schilden. Enkele jaren later leende hij 900 gulden van zijn zwager Reinhard von Berg met als onderpand de hof Batenburg, onderdeel van Hartelstein.
Engelbert was op 23 augustus 1386 betrokken bij de moordaanslag in Aken op Jan II van Gronsveld, heer van Gronsveld en Heiden, die kort daarvoor in ruil voor een grote lening aan de hertog van Brabant drossaard van het land van Valkenburg was geworden. Als gevolg van deze aanslag ontnam hertogin Johanna hem in 1393 Arken, dat zij vervolgens in leen gaf aan Catharina van Schoonvorst, dochter van Jan I van Schoonvorst, en stiefdochter van de vermoorde. Daarmee was Engelbert geruïneerd. Van zijn laatste levensjaren is niets bekend; zelfs zijn overlijdensjaar is niet overgeleverd. Zijn vrouw Agnes verkocht in februari 1403 haar allodiaal erfdeel in Bardenberg, waarbij zij zichzelf nog vrouwe van Hartelstein noemde.